# Kjell Magne Bondevik
Kjell Magne Bondevik (født 3. september 1947 i Molde) er en norsk politiker (Kristelig Folkeparti) og teolog (cand. theol. fra Menighetsfakultetet i Oslo i 1975), der var Norges kirke- og undervisningsminister (1983-86), udenrigsminister (1989-90) og statsminister (1997-2000 og 2001-2005).